# Gustavo Cabaña
Gustavo Cabaña Rodas (n. Asunción, Paraguay; 24 de enero de 1982) es un actor cómico, humorista, imitador, locutor y escritor paraguayo. También se dedica a la docencia en el área de ciencias exactas como profesor de matemáticas y física.
Tuvo sus inicios en la radio trabajando junto a la comunicadora radial y actriz, Milva Gauto. Pero fue en la televisión donde dio el salto al estrellato al formar parte del programa de parodias Telecomio emitido entre 2003 y 2011 por el canal Telefuturo, compartiendo elenco con la también actriz cómica e imitadora, Clara Franco. Cabaña es considerado un referente humorístico del teatro y la televisión paraguaya.

## Trayectoria
En radio, pasó por Radio Venus 105.1: Ultrasónico, La Venus de Milva, La Tarde de Venus y Como Caídos de Venus; Emisora Capital 1250 A.M.; también por La Popu 103.1: Terere Rupa y Asaje Pyta'i (2009/2010), y también pasó por las ya extintas radio emisoras "Santa Mónica - 97.9 FM" y "Radio City - 99.1 FM".
En cuanto al teatro, participó en varias revistas: Habemus Locus I (2005), Habemus Locus III (2008), Al Rojas Vivo (2008), Habemus Locus IV (2009), La Evolución de Eva (2009), Habemus Locus V (2010), Habemus Locus Bicentenario (2011) y Habemus Locus "Divas vs. Divos", también en 2011.
Teatro popular: Plata Yvyvy Rekávo (2007), Oima la Mita Ru (2009), Juicio Político o Político sin Juicio (2010), y en el 2011, aunque no participó en ella, presenta como: Idea Original, la obra: "Rubias con Neuronas", con un éxito absoluto. Entre otras obras en las que participó, como invitado especial, figuran: "¡Ánimo Juan!", con Arnaldo André (2005), "Celebra la Risa", con Nazarena Vélez y Diego "Tota" Santillán (Teatro Revista - 2009), "Y, donde está el Mafioso?" con Florencia de la V y Emilio Disi (2011), "La Revista de Buenos Aires", con Moria Casán, Miguel Ángel Rodríguez y Raul Lavié, también en 2011. Estas tres últimas son obras traídas de la Argentina, siendo él, el único artista paraguayo convocado para dichas obras.
También vale destacar, que fue el único actor cómico y humorista en ser invitado a la apertura de la celebración de las fiestas patrias por el "Bicentenario de la República del Paraguay", en el año 2011.
En el año 2004, fue galardonado junto a Clara Franco y todo el elenco de "Telecomio", con el "Paraná de Oro 2003", premio que se otorga cada año en reconocimiento a la labor radial y televisiva.
Luego, en el año 2007, nuevamente vuelven a otorgarle dicho premio pero esta vez ya en forma individual, el "Paraná de Oro 2006", además del "Paraná a la Mejor Labor Humorística" y el "Paraná al Mejor Programa Humorístico". En el 2008, Cabaña recibe otra vez el "Paraná a la Mejor Labor Humorística" como así también el "Paraná al Mejor Programa de Humor".
Actualmente se desempeña como panelista en el programa "La Lupa" emitido por Radio Monumental 1080 AM.

## Filmografía

### Programas de televisión
| Año                      | Programa               | Canal               |
| ------------------------ | ---------------------- | ------------------- |
| 2003-2005 2008 2010-2011 | Telecomio              | Telefuturo          |
| 2003-2005 2011-          | Vive la Vida           | Telefuturo          |
| 2005                     | Shopping del Humor     | Telefuturo          |
| 2004                     | Ultrapoderosas         | Telefuturo          |
| 2005                     | Tv Sonico              | Telefuturo          |
| 2006-2007                | Manicómicos            | Canal 13 (Paraguay) |
| 2007                     | Lo único que faltaba   | Canal 13 (Paraguay) |
| 2008                     | Baila conmigo Paraguay | Telefuturo          |
| 2010-2015                | Baila Conmigo Paraguay | Telefuturo          |
| 2010                     | Teleshow               | Telefuturo          |
| 2009                     | Matrimonios y algo más | Telefuturo          |
| 2009                     | Menchi y vos           | Telefuturo          |
| 2010                     | La ley es la ley       | Telefuturo          |
| 2010                     | La Doña                | Telefuturo          |
| 2014                     | Santa cumbia           | Telefuturo          |
| 2015                     | Parodiando             | Telefuturo          |
| 2016                     | Hotel de Estrellas     | Telefuturo          |
| 2024                     | El Mbarete             | Telefuturo          |

### Cine
| Año  | Trabajo        | Rol                   | Notas                |
| 2017 | Los Buscadores | Cliente del Cibercafé | personaje secundario |